# Zoo de Buenos Aires

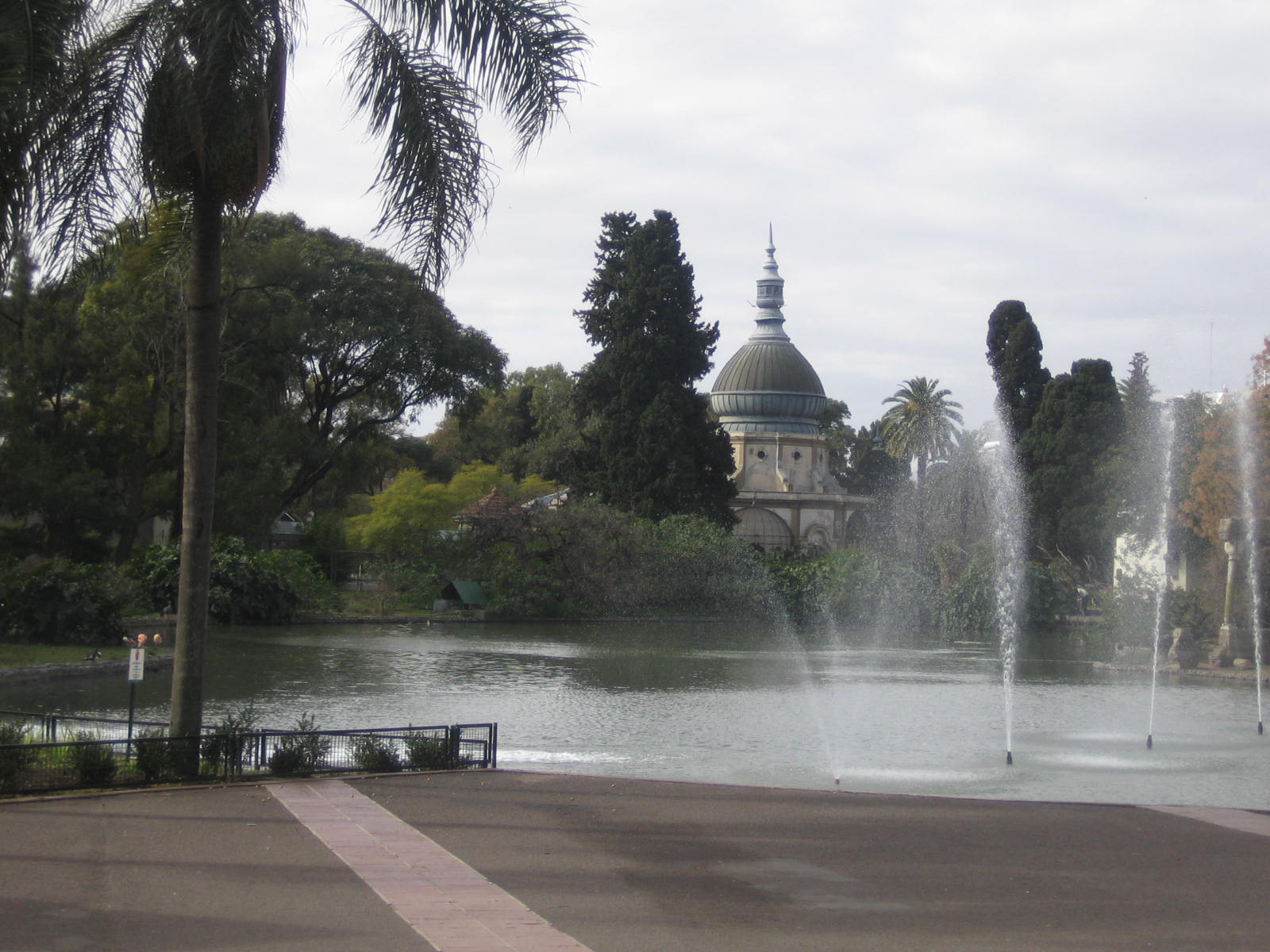
Vue du parc zoologique de Buenos Aires

Le Zoológico de Buenos Aires ou Zoo de Buenos Aires, en Argentine occupe 18 hectares dans le quartier de Palermo dans la capitale, face à la Plaza Italia. Il compte 89 espèces de mammifères, 49 espèces de reptiles et 175 espèces d'oiseaux, dépassant au total 2 500 animaux. L'institution a pour but la conservation des espèces, l'étude et l'éducation. 

## Situation
Le zoo de Buenos Aires est situé entre les artères suivantes : l' Avenida General Sarmiento à l'ouest, l' Avenida Las Heras au sud (toutes deux convergent vers la Plaza Italia au sud-ouest), et l' Avenida del Libertador, au nord.

## Historique
C'est le président Domingo Faustino Sarmiento qui fut responsable du projet de loi de création du Parque Tres de Febrero ou Bosques de Palermo, sur des terres qui appartenaient auparavant à Juan Manuel de Rosas. Le projet fut présenté en 1874, et le parc inauguré le 11 novembre 1875, avec une section zoologique. D'abord propriété de l'État, le parc fut transféré en 1888 à la municipalité de Buenos Aires. L'intendant de la ville, Antonio Crespo, sépara le jardin animalier du reste du parc, et créa ainsi le zoo de Buenos Aires.
Le premier directeur fut Eduardo Holmberg, désigné en 1888, qui occupa ce poste durant 15 
ans. Holmberg fut chargé de projeter le plan des différents parcs, lacs et allées, et commença l'exposition des animaux, qui étaient au début au nombre de 650. À cette époque, les zoos n'avaient pas la même fonction qu'aujourd'hui. Leur fonction consistait simplement à être une promenade récréative, donc le jardin comptait peu d'espace pour les animaux, et beaucoup pour la détente et la promenade des visiteurs. L'architecture des édifices qui hébergeaient les animaux correspondait à celle du pays d'origine de ceux-ci. C'est pour cela qu'ils représentent un patrimoine de valeur (Monument Historique).
Clementi Onelli fut directeur de 1904 à 1924, et donna une grande impulsion au Jardín Zoológico. Onelli ajouta un aspect didactique à la pure exhibition zoologique. De plus il introduisit les promenades en poneys, éléphants et chameaux, ce qui augmenta de 10 fois le nombre de visiteurs dès le début de sa gestion.
À partir du milieu du XXe siècle, le zoo commence à tomber en stagnation, ce qui donna à certains l'idée de privatisation. En 1989 un certain Gerardo Sofovich fut désigné par le président Carlos Menem comme coordinateur du zoo, dans le sens d'une mise en route de la privatisation. En 1991 la concession fut donnée pour 20 ans à une entreprise privée, dont Sofovich était actionnaire. Peu après c'est l'entreprise Corporación Interamericana de Entretenimiento qui en reçut la charge, situation qui continue aujourd'hui.
En 1997 l'ensemble formé par le jardín zoologique fut déclaré monument historique national.
En juin 2016, la mairie de Bueno Aires annonce la nationalisation et la fermeture du zoo et sa conservation en parc écologique.

## Accès par métro
- Le zoo de Buenos Aires est accessible par la station Plaza Italia de la ligne  du métro ou subte de la ville.